# Adderbury
Adderbury – wieś w Anglii, w hrabstwie Oxfordshire, w dystrykcie Cherwell. Leży 30 km na północ od Oksfordu i 100 km na północny zachód od Londynu. W 2001 miejscowość liczyła 2496 mieszkańców.